# Opius regularipes
Opius regularipes är en stekelart som beskrevs av Fischer 1963. Opius regularipes ingår i släktet Opius och familjen bracksteklar. Inga underarter finns listade i Catalogue of Life.